# Ja'mie: Private School Girl
Ja'mie: Private School Girl est une sitcom australienne diffusée en 2013. Elle se déroule dans un lycée privé pour filles dans le très riche quartier de North Shore à Sydney. Elle est écrite par le comédien Chris Lilley et met en vedette ce dernier. Poursuivant le style de la série précédente de Lilley, Ja'mie: Private School Girl suit Ja'mie King, un personnage qui a déjà joué dans les séries comme We Can Be Heroes et Summer Heights High de Chris Lilley, pendant ses dernières semaines de lycée.
La série a été produite à la fois par la chaîne australienne ABC1 mais également par HBO et BBC Three. Elle a été diffusée au Québec sur Super Écran et en France sur OCS City, sur Canal+ Séries, puis sur Canal+. Elle reste inédite en Belgique.

## Développement
Chris Lilley a annoncé qu'il travaillait sur une nouvelle série sur sa page Facebook. ABC a confirmé que la série comique de six épisodes d'une demi-heure de Lilley serait diffusée en 2013. Le 8 septembre 2013, Chris Lilley a révélé le titre de la série et que le personnage qui revient dans la série est Ja'mie King,.

## Production
La société de production Princess Pictures, basée à Melbourne et Chris Lilley ont produit la série avec Australian Broadcasting Corporation et Home Box Office. L'émission a été tournée au Haileybury College, à Melbourne.

## Diffusion
Ja'mie: Private School Girl a été diffusée pour la première fois sur ABC1 en Australie le 23 octobre 2013 et sur HBO en Amérique du Nord le 24 novembre 2013. BBC Three a commencé à diffuser la série au Royaume-Uni le 6 février 2014 à 22 heures.
Les chiffres d'audience sur ABC étaient initialement élevés à 924 000 téléspectateurs, mais ils sont tombés à 575.000 au quatrième épisode. La série a cependant été un succès sur ABC iview, battant les précédents records établis par Doctor Who.
| Pays                      | Chaîne                           | Diffusion                   | Réf.   |
| ------------------------- | -------------------------------- | --------------------------- | ------ |
| États-Unis                | HBO                              | 24 novembre 2013            | [ 8 ]  |
| Canada                    | HBO Canada Super Écran ( Québec) | 24 novembre 2013            | ,      |
| Royaume-Uni               | BBC Three                        | 4 février 2014              | [ 11 ] |
| Allemagne Autriche Suisse | Sky Atlantic                     | Août 2014                   | [ 12 ] |
| France                    | OCS City Canal+ Séries           | 3 août 2014 19 juillet 2015 | ,      |
| Espagne                   | HBO España (OTT)                 | 2016                        | [ 15 ] |
| Portugal                  | HBO Portugal (OTT)               | 11 février 2019             | [ 16 ] |

## Personnages

### Ja'mie King
Ja'mie King, incarné par Chris Lilley, est le personnage principal de la série. Elle a également été le personnage principal de deux des précédentes séries de Lilley, We Can Be Heroes et Summer Heights High. Ja'mie: Private School Girl suit Ja'mie dans sa dernière année d'école, après avoir quitté Summer Heights High et être retournée à Hillford Girls Grammar School.

### Mitchell
Mitchell Ward, incarné par Lester Ellis Jr., est le centre d'intérêt de Ja'mie. Un nouvel étudiant de 10e année bénéficiant d'une bourse de rugby que Ja'mie appelle totalement "quiche" à l'école de garçons Kelton Boys Grammar en bas de la rue.

### Les Préfets
Les Préfets sont le groupe d'amis de Ja'mie à l'école et la clique la plus populaire de Hilford. Ils se décrivent eux-mêmes comme les filles les plus quichottesques de l'école, "quiche" étant un terme inventé par Ja'mie elle-même, qui signifie "un pas au-dessus du chaud". Toutes les filles sont expulsées à la fin de l'épisode 6 après avoir donné une performance torride lors de la soirée de présentation de Hilford. Elles s'inscrivent toutes avec Ja'mie au Blaxland College, montré dans l'épisode 6.
Madison Cartwright interprétée par Georgie Jennings ; Le préfet le plus parfait, est le meilleur ami de Ja'mie jusqu'à l'épisode 4. Elle se brouille avec elle après que Ja'mie ait appris qu'elle avait passé une période libre avec Mitchell, ce qui a également entraîné une rupture entre lui et Ja'mie. Ja'mie essaie de reprendre son statut de préfet et les deux se livrent à un combat de chats. Dans l'épisode 5, Ja'mie et elle se réconcilient après que Mitchell a envoyé une photo de son pénis à Ja'mie et qu'elle a menti à Madison sur toutes ces choses horribles que Mitchell a dites sur elle, ce qui l'a conduite à le larguer.
- Olivia Harrington dans le rôle de Georgia Treu
- Imogen "Immy" Gallagher représenté par Laura Grady
- Morgan Courtier représenté par Phoebe Roberts
- Alexandrie "Alex" Lupinski représenté par D'arci Buckerfield
- Isabella "Bella" Mansouri représentée par Tayla Duyal

### Courtney
Courtney, représentée par Madelyn Warrell, est la jeune sœur de Ja'mie qui fréquente également Hilford. Elle fait l'objet de nombreux abus de la part de Ja'mie, en particulier lorsqu'elle chante dans la chorale de l'école. Elle et son amie Selena (Thi Reynolds) filment le spectacle de danse risqué de Ja'mie avec Mitchell.

### Cody
Cody Bomhoff, incarné par Alex Cooper, est le "GBF" (Gay Best Friend ; fr: Meilleur Ami Gay) de Ja'mie. Il fréquente la Kelton Boys Grammar et est le premier à informer Ja'mie de l'arrivée de Mitchell. Il prend des cours de danse à Hilford avec Ja'mie parce que Kelton n'a pas de cours. Il est responsable du relooking rebelle de Ja'mie dans l'épisode 5 et il l'accompagne également pour visiter Kwami pour la dernière fois.

### Autres personnages
- Jhyll King, incarné par Jhyll Teplin, est la mère de Ja'mie (déjà vue dans We Can Be Heroes et Summer Heights High). Elle est encore régulièrement maltraitée par sa fille Ja'mie.
- Marcus King, représenté par Brad Brivik, est le père de Ja'mie qu'elle manipule souvent pour son propre profit. Ja'mie et son père ont une relation très étrange.
- Mandy Bryant, représentée par Monique Max, est l'assistante de Marcus que Ja'mie aime parce qu'elle est jeune et qu'elle est d'accord avec l'idée de Ja'mie pour une fête. Il est sous-entendu que Marcus a une liaison avec elle.
- M. Hayes, représenté par Wayne Perkins, est le directeur adjoint de Hilford Girls Grammar. Il peut sembler aveugle à la méchanceté permanente de Ja'mie, mais il n'est pas toujours complètement inconscient. Après avoir menacé d'expulser Ja'mie dans l'épisode 5, il le fait finalement à la fin de l'épisode 6. Après avoir mis fin à la diatribe de Ja'mie sur la médaille Hillford, il est obligé d'intervenir lorsque Ja'mie passe la vidéo d'elle et de Kwami. Lui et Mme Whelan expulsent Ja'mie et les préfets.
- Lauren Nikolov, représentée par Rose Flanagan, fait partie des "Internées", un groupe de filles que Ja'mie qualifie de grosses et de lesbiennes. Elle et Ja'mie se détestent mutuellement. Dans l'épisode 3, elle se présente à la fête de Ja'mie et, lorsqu'on lui refuse l'accès, elle insiste sur le fait que Ja'mie est elle-même grosse, ce qui lui cause une brève crise.
- Erin Walker, représentée par Brodie Dare, est une autre "internée". Elle suit le cours de danse de Ja'mie et, comme elle, fait du bénévolat, ce que Ja'mie n'apprécie pas. Dans l'épisode 5, il est révélé qu'elle a gagné la médaille Hilford, ce qui a causé beaucoup de détresse à Ja'mie. Dans l'épisode 6, elle remporte la médaille et exécute sa danse lors de la Nuit de la parole, au grand dégoût de Ja'mie. Il est mentionné, après le saut de 6 mois, qu'Erin a un petit ami et qu'elle se marie soi-disant pour pouvoir faire l'amour, en raison de ses valeurs chrétiennes.
- Kwami Onwuatuegwu, dépeint par Albert Mambo, est un garçon ougandais avec qui Ja'mie discute sur Skype tous les soirs. Dans l'épisode 2, il envoie une photo de son pénis à Ja'mie. Dans l'épisode 3, il emménage avec les Kings et assiste à la fête de Ja'mie. Dans l'épisode 5, il est expulsé de la maison des Kings après que M. King ait découvert qu'il montrait son pénis sur Skype à Ja'mie alors qu'elle lui montrait ses seins. Ja'mie lui rend visite plus tard pour lui expliquer pourquoi il a été mis à la porte, lui révélant qu'elle ne l'a utilisé que pour l'aider à obtenir la médaille Hilford. Il affirme qu'il l'aime, mais elle le rejette et s'en va. Dans l'épisode 6, Ja'mie montre la vidéo d'elle et de Kwami à la Nuit de la parole qui a conduit à son expulsion.
- Astrid O'Hara est la petite amie de Ja'mie. Après que Ja'mie ait été expulsée de la Hilford Girls Grammar, elle commence à aller dans une nouvelle école, le Blaxland College, et passe par sa "phase bisexuelle". Il est montré que Ja'mie commence souvent à se battre avec Astrid et menace de rompre avec elle.
- Brianna, représentée par Emma Clapham, était la meilleure amie de Ja'mie dans We Can Be Heroes et Summer Heights High. Ja'mie affirme qu'elle n'est plus son amie parce qu'elle est devenue "grosse" et "en quelque sorte indie". Dans l'épisode 5, Madison commence à traîner avec elle et ses amis après s'être disputée avec les préfets.
- Emma, représentée par Sharley White, fait partie de l'ancien groupe des meilleures amies de Ja'mie. Même si Ja'mie ne traîne plus avec eux cette saison, Madison rejoint bientôt le groupe pour se venger.
- Mel, jouée par Alice Stewart, comme Emma, fait partie du groupe des anciens amis de Ja'mie. Madison se lie également d'amitié avec Mel pour se venger de Ja'mie.

## Épisodes
| N° | Titre       | Réalisé par                     | Écrit par    | Date de diffusion originale | Nombre detéléspectateurs en Australie | Réf.   |
| --- | ----------- | ------------------------------- | ------------ | --------------------------- | ------------------------------------- | ------ |
| 1 | "Épisode 1" | Chris Lilley et Stuart McDonald | Chris Lilley | 23 octobre 2013             | 920.000                               | [ 17 ] |
| Ja'mie a 17 ans et dans les derniers mois de sa scolarité à Hillford Girls Grammar. En tant que capitaine de l'école, elle et ses préfets exécutent une danse à l'assemblée pour honorer quelques anciennes élèves de Hillford Girls qui viennent en visite dans le cadre des célébrations du centenaire. Cependant, elles sont réprimandées par M. Hayes pour leurs mouvements de danse osés et le fait que leurs soutiens-gorge sont visibles. Ja'mie révèle qu'elle a laissé tomber ses amies Brianna, Emma & Mel (que l'on a déjà pu voir dans We Can Be Heroes et Summer Heights High), car elle a pris du poids. Ja'mie a maintenant un nouveau groupe d'amies qu'elle décrit comme étant toutes des "quiches", un mot qu'elle a inventé et qui signifie "plus chaud que chaud". Ja'mie révèle également qu'elle travaille toujours au sein de la communauté, rendant visite aux réfugiés africains et faisant la lecture à son ami ougandais Kwami sur Skype, qui vit à l'ouest de Sydney. Elle se considère comme la fille Hillford idéale, et mérite donc la médaille Hillford, décernée à l'élève qui est considérée comme la meilleure élève de la douzième année. Les filles discutent de l'érection d'une statue du gagnant de la médaille Hillford de cette année, toutes croyant que Ja'mie gagnera. Plus tard, à l'arrêt de bus devant la Kelton Boys Grammar, Ja'mie's parle à son "BFF" gay Cody. Il l'informe de l'arrivée de Mitchell, un étudiant boursier de rugby en 10e année dont Ja'mie s'éprend immédiatement. Elle rentre chez elle en voiture avec sa mère et sa soeur, et faillit avoir un accident de voiture à cause d'une dispute avec sa soeur et sa mère pendant qu'elle envoyait des SMS. A la maison, Ja'mie et ses amis parviennent à persuader le père de Ja'mie d'accepter que Ja'mie organise une fête chez eux. Elle invite Mitchell. |             |                                 |              |                             |                                       |        |
| 2 | "Épisode 2" | Chris Lilley et Stuart McDonald | Chris Lilley | 30 octobre 2013             | 880.000                               | [ 18 ] |
| Après que Kwami ait envoyé à Ja'mie une photo de sa bite, elle en parle à l'école avec ses amis. Les filles parlent ensuite de Mitchell. Elle nomme sa prochaine fête "La fête du parfait préfet" et invite tous les élèves de 12e année, à l'exception des pensionnaires et de la plupart des Asiatiques. Ja'mie s'exerce à son solo de danse du lycée et se mesure à sa rivale, Erin, une "internée" dont Ja'mie est convaincue qu'elle est lesbienne. Pour attirer l'attention de Mitchell, Ja'mie fait un solo de danse pour lui à l'école, qui est interrompu par un professeur qui l'expulse des locaux parce que les garçons ne sont pas autorisés à entrer dans l'école. |             |                                 |              |                             |                                       |        |
| 3 | "Épisode 3" | Chris Lilley et Stuart McDonald | Chris Lilley | 6 novembre 2013             | 590.000                               | [ 19 ] |
| Ja'mie prend Kwami, comme son "projet". Elle l'emmène à Hillford, où elle fait un discours et le présente. Il exécute une danse, puis elle lui fait visiter l'école. Elle l'emmène chez elle, pour y vivre pendant un mois. Les "Internées" tentent de s'incruster dans la "TDP" (le nom que Ja'mie a donné à sa fête ; aussi un jeu de mots : "T'es pédé"), mais ils sont tenus à l'écart et échangent des insultes avec Ja'mie à son entrée. Alors qu'elle est assise à côté de Mitchell, elle prétend à tort qu'ils se sont fréquentés et qu'ils sont maintenant ensemble. Elle change son statut sur Facebook en conséquence. |             |                                 |              |                             |                                       |        |
| 4 | "Épisode 4" | Chris Lilley et Stuart McDonald | Chris Lilley | 13 novembre 2013            | 580.000                               | [ 20 ] |
| Ja'mie affirme qu'elle "sort" officiellement avec Mitchell. Un jour, le statut de Mitchell sur Facebook est "célibataire", et une mise à jour indique qu'il traînait avec la meilleure amie de Ja'mie, Madison. Ja'mie confronte Madison, qui dit qu'elle et lui se sont embrassés, et que lui et Ja'mie n'ont jamais été ensemble. Les deux filles se disputent verbalement et physiquement, et Ja'mie tombe en dépression. Elle demande à Mitchell s'il a embrassé Madison ; il lui répond que oui, et qu'il ne pensait pas qu'ils étaient exclusifs. Madison et Mitchell deviennent un couple. Ja'mie dit qu'elle a essayé les antidépresseurs de sa mère, mais qu'ils n'ont pas fonctionné. Cody dit à Ja'mie qu'elle a besoin d'un relooking pour se sentir mieux. Elle est d'accord et décide qu'un look et une attitude de salope rebelle lui conviendront. |             |                                 |              |                             |                                       |        |
| 5 | "Épisode 5" | Chris Lilley et Stuart McDonald | Chris Lilley | 20 novembre 2013            | 640.000                               | [ 21 ] |
| Ja'mie a des problèmes avec l'école et son père après qu'une vidéo Skype illicite ait été rendue publique, dans laquelle elle montre ses seins à Kwami tout en portant l'uniforme de l'école et en chantant la chanson de l'école. Kwami est expulsée de la maison des King. Il dit à Ja'mie qu'il l'aime et lui fait comprendre qu'il veut avoir des relations sexuelles avec elle. Elle le rejette et lui dit que la seule raison pour laquelle elle l'a invité à rester chez elle était d'améliorer ses chances de gagner la médaille Hillford. Mitchell envoie à Ja'mie une photo de sa bite par SMS. Ja'mie le dit à Madison, et lui montre la photo. Ja'mie prétend faussement qu'il lui a dit plusieurs choses insultantes sur Madison. Ja'mie suggère à Madison de le larguer, ce qu'elle dit qu'elle fera. Ja'mie dit à Madison qu'elle veut redevenir la meilleure amie de Madison, ce qu'elle accepte. Erin dit à Ja'mie qu'elle va recevoir la médaille Hillford, ce qui rend Ja'mie furieuse. |             |                                 |              |                             |                                       |        |
| 6 | "Épisode 6" | Chris Lilley et Stuart McDonald | Chris Lilley | 27 novembre 2013            | 620.000                               | [ 22 ] |
| Mécontente de la décision d'attribuer la médaille Hillford à Erin plutôt qu'à elle, Ja'mie fait une scène sur scène lors de la soirée de présentation en affirmant qu'elle aurait dû la recevoir à la place, et qu'on lui a refusé parce qu'elle avait une relation interraciale. Elle s'arrange pour que Madison montre sur un grand écran la vidéo de Ja'mie exposant ses seins. Ja'mie est rejointe sur scène par les préfets. Toutes les filles enlèvent leurs robes, et Ja'mie enlève également son soutien-gorge. Ja'mie et tous les préfets sont expulsés, ils n'ont donc pas obtenu leur HSC (diplôme de fin d'année de lycée). Ja'mie atterrit à Kelton dans un hélicoptère et embrasse Mitchell. Elle le largue plus tard pour l'avoir écrasé et lui avoir envoyé des photos de sa bite. Elle fait du travail d'aide en Ouganda. Ja'mie et tous les préfets rejoignent une école publique mixte, le Blaxland College (où les élèves ne portent pas d'uniforme), pour refaire leurs "HSC". Ja'mie a une relation lesbienne avec Astrid, qui est également étudiante à Blaxland. |             |                                 |              |                             |                                       |        |

## Critiques
Les réactions critiques ont été mitigées pour la série. Laurence Barber, du Guardian, a attribué la baisse de popularité de la série en Australie à un manque de développement des personnages, estimant que "Lilley nous a rendu la tâche presque impossible". En passant en revue les émissions diffusées sur HBO, Tim Goodman, du Hollywood Reporter, a critiqué le passage du sketch à la série en déclarant "Il faut être le plus grand fan de Ja'mie pour vouloir la regarder parler sans arrêt pendant 30 minutes". Après la première de la série au Royaume-Uni, Rebecca Smith du Daily Telegraph a fait l'éloge de la comédie du premier épisode ainsi que de la performance de Lilley, tout en estimant qu'elle "risquait de devenir unidimensionnelle".